# Калиновский, Тадеуш
Тадеуш Калиновский (пол. Tadeusz Kalinowski; 1 июня 1915, Лайбниц — 22 августа 1969, Любневице, Любушское воеводство) — польский актёр театра и кино.

## Биография
Родился в 1915 году в Лайбнице. Учился в Краковской консерватории, в 1934—1939 годах был исполнителем песен. В 1939 году принимал участие в боях против вторгшихся немцев. Во время оккупации жил в Кракове и Варшаве, участвовал в конспиративных концертах.
В 1946—1947 годах учился в Студии драмы при Театре имени Станислава Выспянского в Катовице и играл там в эпизодических ролях. На сезон 1947—1948 годов был приглашён в Театр имени Стефана Жеромского в Кельце, в 1948—1951 годах выступал в Театре имени Юлиуша Словацкого в Кракове. В 1952—1958 годах играл во вроцлавских театрах, а с 1958 года и до конца жизни (с перерывом на 1962—1963 годы, когда он играл в Театре Заглембы в Сосновеце) — в Театре имени Станислава Выспянского в Катовице.
Умер от сердечного приступа 22 августа 1969 года во время отпуска. Похоронен на французском кладбище в Катовице.

## Избранная фильмография
- 1956 — Варшавская сирена
- 1958 — Пепел и алмаз/ Popiół i diament — Вейхерт
- 1962 — Как быть любимой/ Jak być kochaną — актёр Петерс
- 1962 — Красные береты / Czerwone berety — сержант Феликс Кудасько
- 1966—1970 — Четыре танкиста и собака/ Czterej pancerni i pies — полковник (впоследствии — генерал) Тадеуш. Так как последние серии снимались в 1970 году, уже после смерти актёра, завершать работу над этой ролью пришлось Юзефу Новаку
- 1968 — Ставка больше, чем жизнь/ Stawka większa niż życie — крайсляйтер в 3-й серии
- 1969 — Девичий заговор/ Rzeczpospolita babska — генерал
- 1969 — Олимпийский факел / Znicz olimpijski — капитан «Шаротка»